# Vereinigte Hamburger Wohnungsbaugenossenschaft

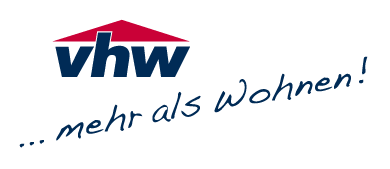
Logo der vhw

Die Vereinigte Hamburger Wohnungsbaugenossenschaft eG (vhw) ist einer der größeren Wohnungsvermieter in Hamburg und Umgebung mit Sitz in Hamburg-Hohenfelde, Hohenfelder Allee 2/Ecke Wandsbeker Stieg.

## Geschichte
In Wilhelmsburg ansässige Arbeiter und nichtselbständige Handwerker gründeten 1894 den Wilhelmsburger Spar- und Bauverein e.G., um dem sozialen Elend, der Wohnungsknappheit und willkürlichen Mieterhöhungen entgegenzutreten. 1921 wurde der Bauverein Hamm-Geest e.G. mit ähnlichen Zielen von Polizeibeamten in Hamburg-Hamm gegründet. 1981 fusionierten beide zur Vereinigten Hamburger Wohnungsbaugenossenschaft eG.

## Geschäftstätigkeit
Die vhw hat rund 15.000 Mitglieder und ist damit eine der großen Hamburger Wohnungsbaugenossenschaften. Die operative Geschäftstätigkeit wird von den Geschäftsbereichen Wohnen und Wohnen im Alter geleistet. Zum Bestand des Geschäftsbereichs  Wohnen gehören rund 6.900 Wohnungen. Der Wohnungsbestand verteilt sich über das  Hamburger Stadtgebiet mit Schwerpunkten in Wilhelmsburg, Hamm und Eimsbüttel.
Seit 1970 ist die vhw außerdem im Bereich Wohnen sowie Betreuungs- und Pflegedienstleistungen für Senioren tätig. Im Geschäftsbereich vhw Wohnen im Alter werden rund 940 Wohnungen/Appartements im Servicewohnen und in Seniorenresidenzen sowie rund 740 stationäre Pflegewohnplätze bewirtschaftet. 1994 wurde ein ambulanter Dienst gegründet.
Im Jahresdurchschnitt arbeiten rund 850 Mitarbeiter für die vhw und ihre Tochtergesellschaften. Jedes Jahr beginnen rund 40 Auszubildende ihre Ausbildung zum Altenpfleger oder Immobilienkaufmann bei der vhw. Der unternehmerische Schwerpunkt liegt zurzeit auf der Modernisierung des Wohnungsbestands.
Seit 2023 setzt die Genossenschaft bei Neuvermietungen vermehrt auf Indexmietverträge.